# 帕先基
49°25′10″N 34°1′15″E / 49.41944°N 34.02083°E
帕先基（烏克蘭語：Пащенки），是烏克蘭中部的村莊，隸屬波爾塔瓦州的波爾塔瓦區。該村處於戈夫特瓦河左岸，距離亞岑基1.5公里，海拔高度84米，2001年人口453。